# Calamus thysanolepis
Calamus thysanolepis är en enhjärtbladig växtart som beskrevs av Henry Fletcher Hance. Calamus thysanolepis ingår i släktet Calamus och familjen Arecaceae. Inga underarter finns listade i Catalogue of Life.